# Berndt Wilde
Berndt Wilde (* 24. März 1946 in Dessau) ist ein deutscher Bildhauer.

## Leben und Werk
Nach einer Lehre als Maurer studierte Wilde von 1965 bis 1971 an der Hochschule für Bildende Künste Dresden bei Walter Arnold, Hans Steger und Gerd Jaeger Bildhauerei. Anschließend lebte er freischaffend in Dresden und ab 1974 in Berlin. Von 1980 bis 1982 studierte er mit einem Stipendium als Meisterschüler an der Akademie der Künste der DDR in Berlin bei Werner Stötzer. Wilde war bis 1990 Mitglied des Verbands Bildender Künstler der DDR.
Zahlreiche seiner Werke wurden im öffentlichen Raum aufgestellt. Werke befinden sich u. a. im Puschkin-Museum Moskau, in der Ermitage St. Petersburg, der Sammlung Ludwig Oberhausen, der Kunstsammlung Neubrandenburg, im Kunstmuseum Kloster Unser Lieben Frauen Magdeburg, in der Kunsthalle Rostock, der Akademie der Künste Berlin, der Kunstsammlung im Haftpflichtverband der Deutschen Industrie Hannover, der Kunstsammlung der Berliner Bank und der Kulturstiftung Hartwig Piepenbrock.
Nach Lehraufträgen Anfang der 1990er Jahre an der Kunsthochschule Berlin-Weißensee und an der Hochschule der Künste Berlin hatte er von 1994 bis 2006 eine Professur für Bildhauerei an der Kunsthochschule Berlin-Weißensee inne.

## Fotografische Darstellung Wildes
- Klaus Morgenstern: Berndt Wilde (1997)[3]

## Ausstellungen (unvollständig)

### Einzelausstellungen
- 1973 Hagenwerder, Kulturhaus
- 1982 Berlin, Galerie Mitte
- 1985 Rostock, Galerie Heinrich-Mann-Klub (zusammen mit Silvia Hagen)
- 1985 Poznań, Internationale Kunstmesse
- 1988 Basel, Art 88
- 1990 Berlin, Galerie M (zusammen mit Christa Böhme)
- 1992 Florenz, Galerie eco d'arte modernal (zusammen mit Olaf Nehmzow)
- 1994 Verona, Centro Culturale San Giorgeto dell'U.C.A.I. (zusammen mit Rolf Biebl, Olaf Nehmzow, Martin Seidemann)
- 1996 Berlin, Brecht-Haus-Weißensee
- 1997 Berlin-Marzahn, Galerie M (zusammen mit Nuria Quevedo)
- 2000 Basel, Art Basel, Galerie Brusberg
- 2001 Wismar, Galerie Rathauskeller
- 2002 Zehdenick, Klostergalerie (zusammen mit Inge Zimmermann)
- 2003 Basel, Art Basel, Galerie Brusberg
- 2005 Berlin, Galerie im Turm
- 2006 Berlin, Galerie Brusberg (zusammen mit Konrad Winzer)
- 2014 Cottbus, Atelier Galerie Wagner (Bildhauerkunst zum Filmfestival)
- 2015 Berlin, Galerie Pohl
- 2016 Dessau, Orangerie der Anhaltischen Gemäldegalerie; Stendal, Winckelmann-Gesellschaft
- 2017 Orangerie Putbus, Kulturstiftung Rügen
- 2018 Berlin, Galerie Forum Amalienpark (mit Bernd Schlothauer)
- 2019 Berlin, Kunsthandel Dr. Wilfried Karger im stilwerk Berlin[4][5][6]
- 2022/2023: Birkenwerder, Galerie 47 ("„Große Friedensfrau und Mauerland“; Skulpturen und Zeichnungen)

### Teilnahme an zentral oder regional wichtigen Ausstellungen in der DDR
- 1972 und 1974: Dresden, Bezirkskunstausstellungen
- 1974: Berlin („Junge Künstler der DDR“)
- 1975, 1980 und 1982: Berlin, Treptower Park („Plastik und Blumen“)
- 1978 und 1980: Frankfurt/Oder („Junge Künstler der DDR“)
- 1982/1983 und 1987/1988: Dresden, IX. und X. Kunstausstellung der DDR
- 1983: Magdeburg Museum Kloster Unser Lieben Frauen („Junge Bildhauer der DDR“)
- 1987: Dresden, Galerie Rähnitzgasse („Wirklichkeit und Bildhauerzeichnung“)

## Werke

### Werke im öffentlichen Raum (Auswahl)
- Dresden, Denkmal für  Heinrich Schütz I (Sandstein, Bronze)
- Berlin, Baumschulenweg (Schwimmhalle), Relief (Marmor)
- Berlin, Staatsbibliothek, Porträt für den Bibliothekswissenschaftler Horst Kunze (Bronze)[7]
- Berlin-Hohenschönhausen, Paar (Bronze)
- Berlin-Marzahn, Bürgerpark, Seezeichen (Bronze), 1977 fertiggestellt, 1981 hier im Bürgerpark aufgestellt; 80 cm hohe Skulptur auf Betonsockel[8]
- Frankfurt/Oder, Torso (Sandstein)
- Oronsko (Polen), Liegende (Sandstein)
- Hoyerswerda, Große Liegende (Sandstein)
- Erfurt, Stehender Akt (Bronze)
- Bad Köstritz, Heinrich-Schütz-Denkmal II (Bronze)
- Gera, Stehender Mann (Bronze)
- Görlitz, Stehender Mann (Bronze)
- Leonberg, Schmale Hoffnung (Sandstein)
- Neuhardenberg, Musenstein für Karl Friedrich Schinkel (Marmor)

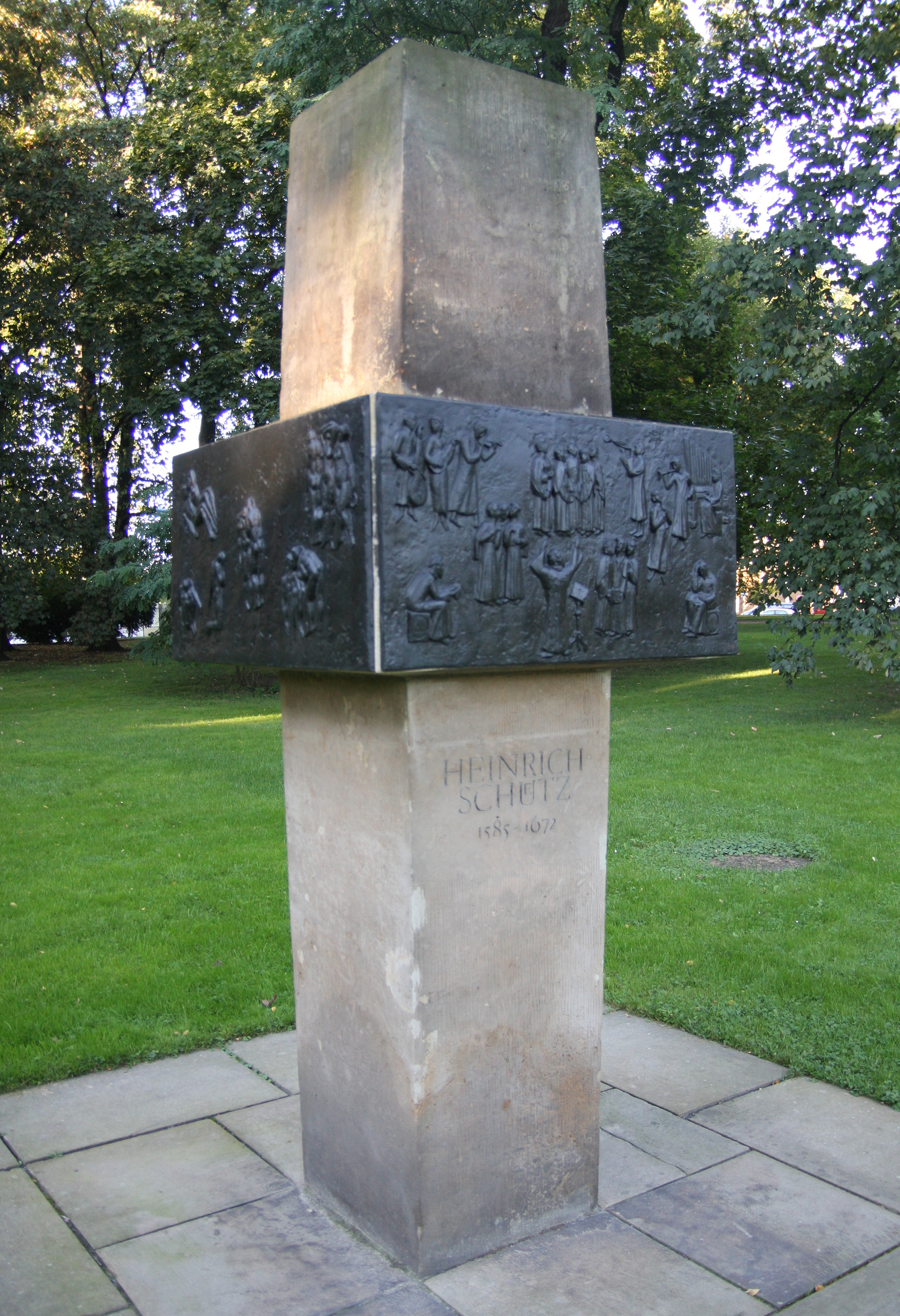
Denkmal für Heinrich Schütz I
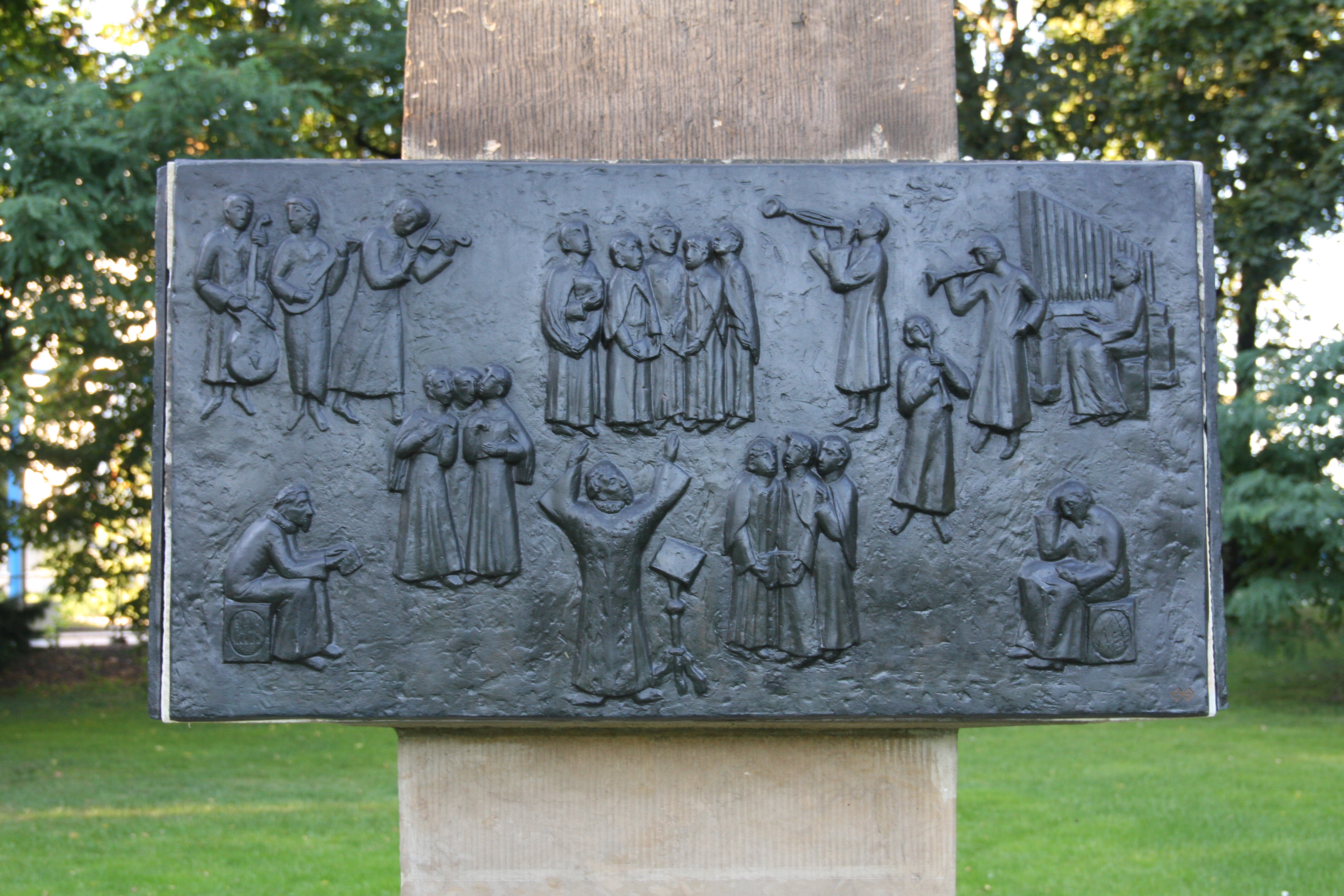
Denkmal für Heinrich Schütz I, Detail
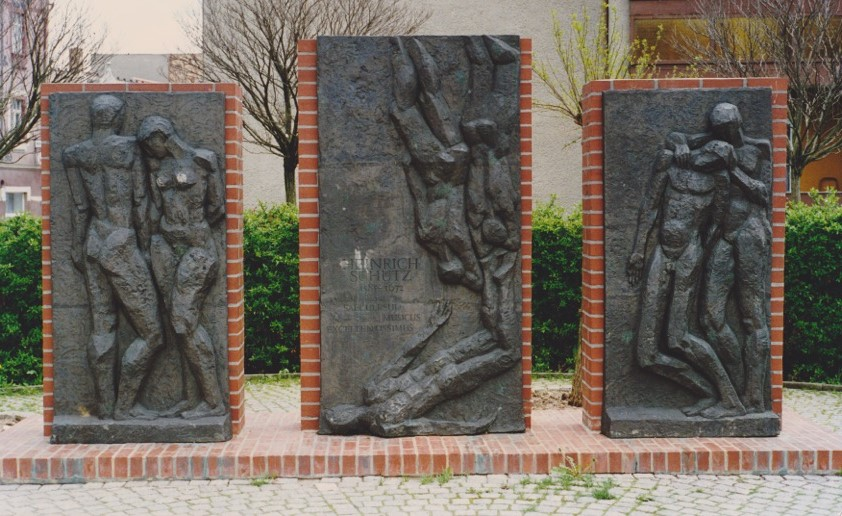
Heinrich-Schütz-Denkmal in Bad Köstritz
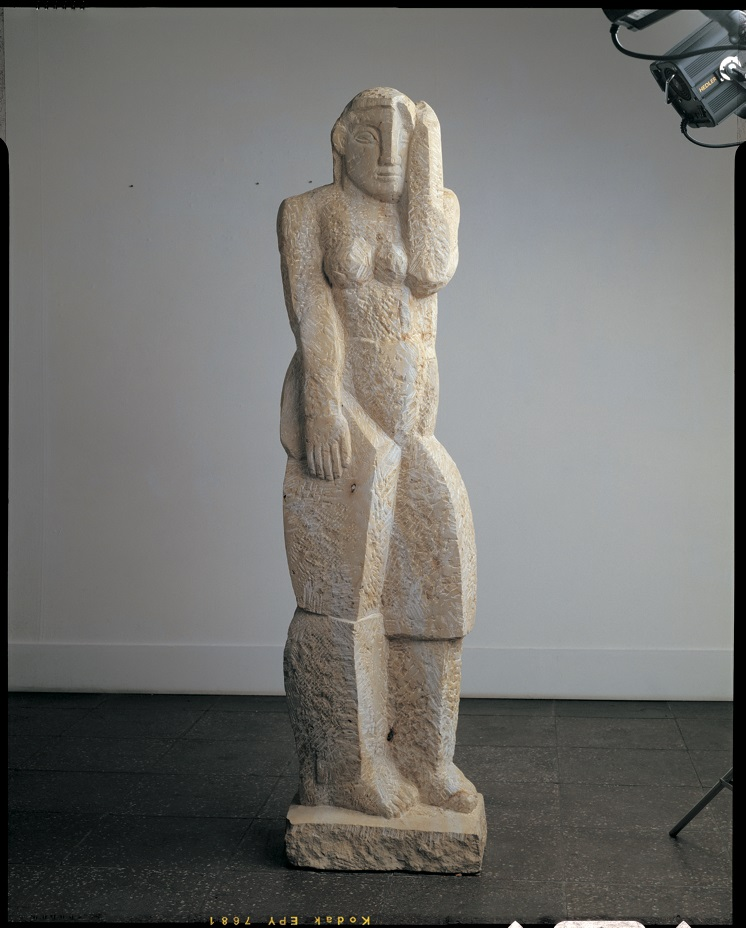
Gelbe Figur
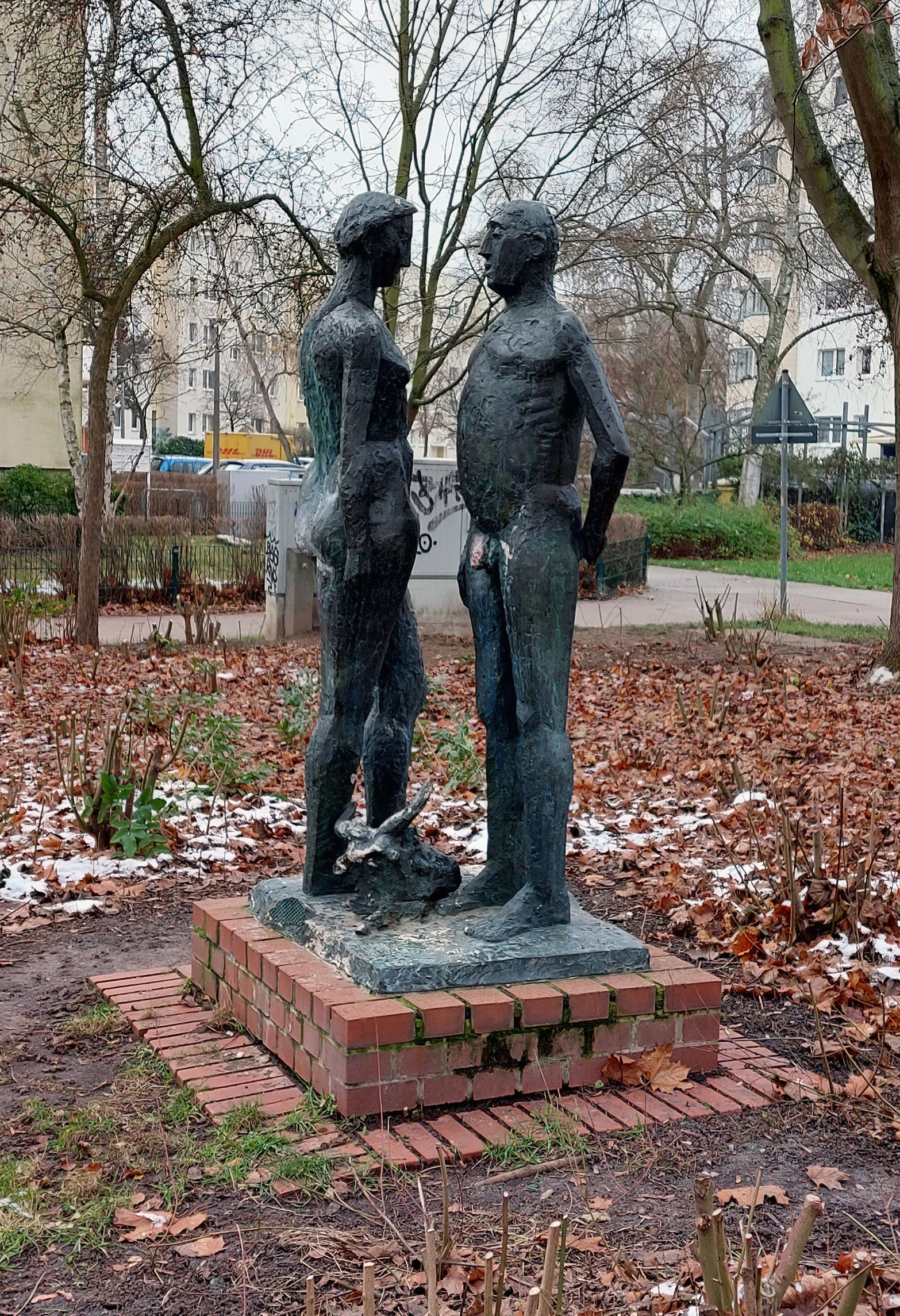
Mann und Frau, 1990, Berlin

### Publikationen
- als Hrsg.: Lokal, dezentral: Ausstellungsprojekt der Weißensee Kunsthochschule Berlin im Kulturzentrum Berlin-Adlershof. Deutscher Kunstverlag, Berlin 2007, ISBN 978-3-422-06758-5.
- Mauerland. 42 Zeichnungen. Contumax Verlag, Berlin 2019, ISBN 978-3-7437-3084-7.